# Rubén Castillo
Rubén Castillos, més conegut com a Rubén Castillo (Rivera, 10 de setembre de 1922 - Montevideo, 13 de juliol de 2002), va ser un director de teatre, escriptor, crític teatral i fonamentalment comunicador de ràdio i televisió d'Uruguai.

## Biografia
Els seus pares eren mestres d'escola. El 1953 sent estudiant d'arquitectura, entra com a locutor a CX 8 Radio Sarandí de Montevideo. En aquesta emissora al desembre de 1960 inicia la conducció de Discodromo, programa radial innovador que es realitzava sense llibrets i en el qual els oïdors votaven per telèfon o carta diversos temes musicals. L'èxit del programa va fer que el 1962 comencés també a difondre's en televisió, encara que amb format diferent, a través de canal 12.

### Discodromo Show
Discodromo Show, com es deia el programa televisiu, es difonia en els diumenges al migdia, amb una orquestra estable dirigida per Julio Frade. Oferia actuacions en viu tant de músics uruguaians com estrangers. El programa va donar un decisiu recolzament a la música uruguaiana donant difusió a pràcticament tots músics, cantants i grups de música popular i rock de les dècada de 1960 i 1970.
Paral·lelament Castillo va conduir altres programes a Radio Sarandí, com Desfile de popularidad, que diàriament oferia el rànquing dels temes musicals més venuts per les cases de música de Montevideo.
A partir de 1973, el programa va deixar de transmetre's per televisió, i passo a ser emès diàriament en les tardes de Radio Sarandí. El 9 de juliol d'aquest mateix any, utilitzant un poema de García Lorca, Castillo va convocar als seus oïdors a participar d'una manifestació en repudi al cop militar que havia estat donat al seu país.
El 1976, des de Discodromo i al costat d'altres intel·lectuals uruguaians com Amanda Berenguer, María Inés Silva Vila, Carlos Maggi i José Pedro Díaz, impulsà el Club del Libro, que va aconseguir l'edició de desenes d'obres.
El seu estil de fer radi sobri i espontani, es va acompanyar sempre d'una molt estudiada selecció musical. Va guanyar el premi Ariel atorgat pels crítics de ràdio i televisió del seu país i un dels Premis Ondas 1971 instituït per Ràdio Barcelona.
Dins de la seva labor com a director de teatre són destacables les seves versions d'obres d'Arthur Miller, Carlos Gorostiza, Carlos Muñiz, i Milan Kundera.
Publicà el llibre Cuenta nortes, i una infinitat d'articles periodístics sobre teatre, cinema i música.
Va morir a Montevideo el 13 de juliol de 2002.